# Anastasio Bustamante
Anastasio Bustamante y Oseguera, född 27 juli 1780 i Jiquilpan i Michoacán, död 14 december 1853 i San Miguel de Allende i Guanajuato, var en mexikansk politiker och militär. Han var president i Mexiko tre gånger: 1830 till 1832, 1837 till 1839 och 1839 till 1841.